# Coniopteryx atlantica
Coniopteryx atlantica är en insektsart som beskrevs av Ohm 1963. Coniopteryx atlantica ingår i släktet Coniopteryx och familjen vaxsländor. Inga underarter finns listade i Catalogue of Life.